# Voo Afriqiyah Airways 771

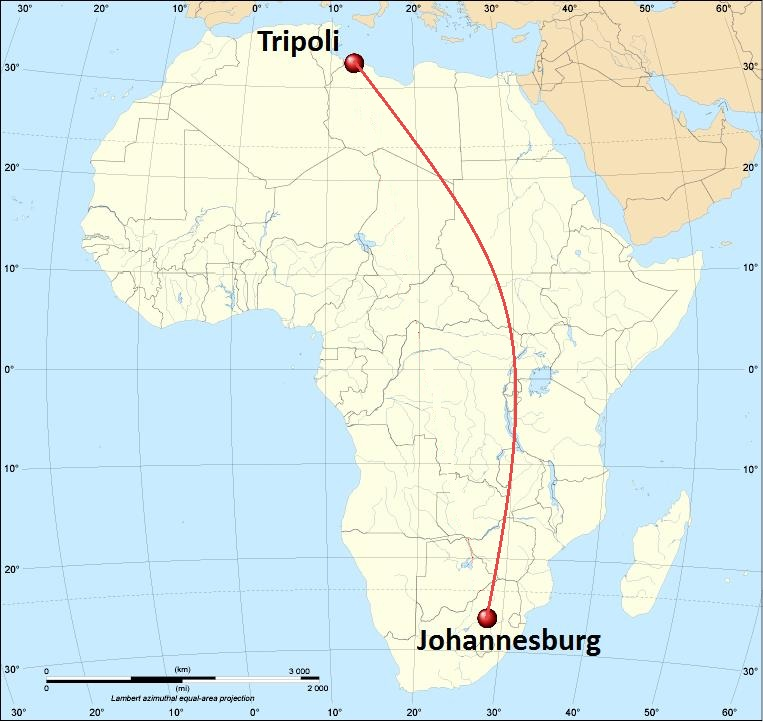
A rota do voo Afriqiyah Airways 771.

O voo Afriqiyah Airways 771 foi um voo regular de passageiros que caiu em 12 de maio de 2010 por volta das 6h10, hora local (04h10 UTC) antes de pousar no Aeroporto Internacional de Trípoli, na Líbia. Segundo autoridades líbias, apenas uma criança neerlandesa sobreviveu ao acidente. Este foi o primeiro caso de perda total de uma aeronave da Afriqiyah Airways.

## Aeronave envolvida
A aeronave acidentada era um Airbus A330-200, matrícula 5A-ONG e numeração de série 1024, entregue em setembro de 2009. Possuía 1 600 horas de voo e cerca de 420 pousos e decolagem. Os motores eram do modelo General Electric CF6-80E1. Era configurada para transportar até 253 passageiros. Neste voo transportava 93 passageiros e 11 tripulantes, a maioria líbios e neerlandeses, além de alguns britânicos e sul-africanos. Segundo autoridades líbias no aeroporto, 22 líbios entre passageiros e tripulantes, morreram no acidente.

## O voo
O voo partiu do Aeroporto Internacional Oliver Tambo, em Joanesburgo, África do Sul com destino ao Aeroporto Internacional de Trípoli, na Líbia. A aeronave caiu a cerca de 900 metros da pista 09 e só parou dentro do terreno do aeroporto da capital líbia.[a] A pista principal do aeroporto tem 3 600 metros de comprimento. O aeroporto de Trípoli não possui nenhum sistema de aproximação preciso que direcione a aeronave para a pista, mas é dotado de outros dois sistemas simplificados que também são utilizados ao redor do mundo. Não houve relatos de explosão após a queda, mas agentes de segurança afirmaram que o avião explodiu durante o pouso antes de se desintegrar. O ministro dos Transportes da Líbia, Mohammed Ali Zidan, descartou a possibilidade de ataque terrorista.

## Passageiros e tripulantes
Os passageiros a bordo do voo 771 eram provenientes de vários países. Até às 20h00 UTC deste 12 de maio de 2010, as nacionalidades de 19 passageiros ainda não tinham sido reveladas. Todos os 11 tripulantes eram líbios.
| Nacionalidade | Mortos      | Mortos      | Sobreviventes | Total |
| Nacionalidade | Passageiros | Tripulantes | Sobreviventes | Total |
| ------------- | ----------- | ----------- | ------------- | ----- |
| África do Sul | 9           | –           | –             | 9     |
| Alemanha      | 1+          | –           | –             | 1+    |
| Bélgica       | 1           | –           | –             | 1     |
| Bulgária      | 2           | –           | –             | 2     |
| Filipinas     | 1           | –           | –             | 1     |
| Finlândia     | 1+          | –           | –             | 1+    |
| França        | 1           | –           | –             | 1     |
| Líbia         | 13          | 11          | –             | 24    |
| Países Baixos | 57          | –           | 1             | 58    |
| Zimbabwe      | 1           | –           | –             | 1     |
| Total         | 92          | 11          | 1             | 104   |

O ministro dos Transportes da Líbia, Mohamed Zidane, relatou que o único sobrevivente do acidente foi um garoto encontrado em meio ao destroços portando passaporte neerlandês. Ele foi identificado como Ruben van Assouw, nove anos de idade. Sua sobrevivência foi considerada um "milagre" pelo presidente do Parlamento Europeu, Jerzy Buzek. O menino foi encontrado completamente despido em seu assento, com seu cinto de segurança afivelado. A força da colisão fez com que todas as suas roupas fossem arrancadas de seu corpo completamente. O garoto foi levado para o Hospital Sabia'a, 30km a sudoeste de Trípoli e depois transferido para o Hospital Al-Khadra, também na capital líbia, para passar por cirurgias para reparar as múltiplas fraturas nas duas pernas. O porta-voz do Ministério das Relações Exteriores dos Países Baixos, Ad Meijer, informou que Ruben não corria risco de morte. Os pais e o irmão da criança também estavam no avião.
Dos 93 passageiros a bordo, 42 seguiriam para Düsseldorf, 32 para Bruxelas, sete para Londres e um para Paris. Os onze restantes ficariam na Líbia.
Uma das vítimas era Frans Dreyer, irmão da deputada do Parlamento da África do Sul Anchen Dreyer. Na noite da quarta-feira, 12 de maio, o Departamento de Relações Exteriores da Irlanda confirmou que uma pessoa com passaporte irlandês estava no voo, a novelista Bree O'Mara.